# BWF International Challenge 2009
Die BWF International Challenge 2009 war die dritte Auflage der BWF International Challenge im Badminton.

## Turniere und Sieger
| Veranstaltung | Herreneinzel             | Dameneinzel             | Herrendoppel                              | Damendoppel                               | Mixed                                       |
| ------------- | ------------------------ | ----------------------- | ----------------------------------------- | ----------------------------------------- | ------------------------------------------- |
| Schweden      | Jan Ø. Jørgensen         | Yu Hirayama             | Naoki Kawamae Shoji Sato                  | Rachel van Cutsen Paulien van Dooremalen  | Valeriy Atrashchenkov Elena Prus            |
| Österreich    | Andre Kurniawan Tedjono  | Fransisca Ratnasari     | Viki Indra Okvana Ardiansyah Putra        | Rie Eto Yu Wakita                         | Valeriy Atrashchenkov Elena Prus            |
| Polen         | Dicky Palyama            | Wang Linling            | Lin Yu-lang Chen Hung-ling                | Diana Dimova Petya Nedelcheva             | Michał Łogosz Olga Konon                    |
| Vietnam       | Hsueh Hsuan-yi           | Lee Hyun-jin            | Goh V Shem Teo Kok Siang                  | Jung Kyung-eun Yoo Hyun-young             | Hendri Kurniawan Saputra Vanessa Neo Yu Yan |
| Niederlande   | Dicky Palyama            | Juliane Schenk          | Mads Conrad-Petersen Mads Pieler Kolding  | Line Damkjær Kruse Mie Schjøtt-Kristensen | Johannes Schöttler Birgit Overzier          |
| Japan         | Kazumasa Sakai           | Sayaka Takahashi        | Takeshi Kamura Keigo Sonoda               | Rie Eto Yu Wakita                         | Ricky Widianto Richi Puspita Dili           |
| Südkorea      | Rho Ye-wook              | Bae Yeon-ju             | Lee Yong-dae Jung Jae-sung                | Yoo Hyun-young Jung Kyung-eun             | Lee Yong-dae Lee Hyo-jung                   |
| Kanada        | Rajiv Ouseph             | Nozomi Kametani         | Shoji Sato Naoki Kawamae                  | Aki Akao Yasuyo Imabeppu                  | Kevin Cao Melody Liang                      |
| Finnland      | Peter Mikkelsen          | Juliane Schenk          | Chen Hung-ling Lin Yu-lang                | Valeria Sorokina Nina Vislova             | Vitaliy Durkin Nina Vislova                 |
| Spanien       | Hans Vittinghus          | Sayali Gokhale          | Rasmus Bonde Mikkel Delbo Larsen          | Line Kruse Mie Kristensen                 | Robin Middleton Mariana Agathangelou        |
| Laos          | Beryno Wong Jiann Tze    | Chie Umezu              | Berry Angriawan Muhammad Ulinnuha         | Aki Akao Yasuyo Imabeppu                  | Dương Bảo Đức Thái Thị Hồng Gấm             |
| Russland      | Dmytro Zavadsky          | Ella Diehl              | Vitaliy Durkin Alexandr Nikolaenko        | Valeria Sorokina Nina Vislova             | Flandy Limpele Anastasia Russkikh           |
| Indonesien    | Dionysius Hayom Rumbaka  | Fransisca Ratnasari     | Alvent Yulianto Hendra Gunawan            | Vita Marissa Nadya Melati                 | Ricky Widianto Devi Tika Permatasari        |
| Belgien       | Marc Zwiebler            | Yao Jie                 | Ruud Bosch Koen Ridder                    | Misaki Matsutomo Ayaka Takahashi          | Marcus Ellis Heather Olver                  |
| Tschechien    | Ajay Jayaram             | Karina Jørgensen        | Chris Langridge Robin Middleton           | Selena Piek Iris Tabeling                 | Anders Skaarup Rasmussen Anne Skelbæk       |
| Bulgarien     | Rune Ulsing              | Petya Nedelcheva        | Kasper Faust Henriksen Anders Kristiansen | Petya Nedelcheva Anastasia Russkikh       | Robert Mateusiak Nadieżda Kostiuczyk        |
| Puerto Rico   | Kevin Cordón             | Anna Rice               | Kevin Cordón Rodolfo Ramírez              | Cristina Aicardi Claudia Rivero           | Bruno Monteverde Claudia Zornoza            |
| Malaysia      | Chong Wei Feng           | Sapsiree Taerattanachai | Lim Khim Wah Chan Peng Soon               | Rie Eto Yu Wakita                         | Tan Wee Kiong Woon Khe Wei                  |
| Norwegen      | Hans-Kristian Vittinghus | Juliane Schenk          | Rasmus Bonde Simon Mollyhus               | Helle Nielsen Marie Røpke                 | Marcus Ellis Heather Olver                  |
| Schottland    | Marc Zwiebler            | Susan Egelstaff         | Mads Conrad-Petersen Mads Pieler Kolding  | Valeria Sorokina Nina Vislova             | Alexandr Nikolaenko Valeria Sorokina        |
| Irland        | Henri Hurskainen         | Carolina Marín          | Mads Conrad-Petersen Mads Pieler Kolding  | Mariana Agathangelou Heather Olver        | Mikkel Delbo Larsen Mie Schjøtt-Kristensen  |